# Толстой, Андрей Васильевич
Андре́й Васи́льевич Толсто́й (1621—1690) — русский военачальник XVII века, положивший начало возвышению рода Толстых, думный дворянин (1668), окольничий (1682).

## Биография
Андрей Васильевич был сыном воеводы и дипломата Василия Ивановича Толстого по прозвищу Шарп. Начал службу стольником в 1635—1636 годах. В 1665—1671 годах был первым воеводой в Чернигове. В ходе Левобережного восстания запорожских казаков, начатого гетманом Иваном Брюховецким, на протяжении многих месяцев успешно оборонял Чернигов, дождавшись деблокады города со стороны войска Григория Ромодановского. За эту заслугу был пожалован в думные дворяне, что существенно повысило статус рода Толстых. Удержание Чернигова позволило начать переговоры с новым левобережным гетманом Демьяном Многогрешным и подписать с ним Глуховские статьи, возвращавшие Левобережье в подданство России.
В дальнейшем Андрей Толстой был первым воеводой в Свияжске (1673—1675), Путивле (1676—1677), Нижнем Новгороде (1679—1680) и Смоленске (1683—1684). В 1682 году Андрей Толстой был пожалован в окольничие.

## Семья
С 1642 года был женат на Соломониде Михайловне Милославской. Иногда считается, что именно родству с Милославскими Андрей Толстой обязан своим возвышением. Однако возвышение Милославских после свадьбы царя Алексея Михайловича и Марии Милославской в 1648 году никак не сказалось на военной карьере Андрея Толстого, который ещё двадцать лет, вплоть до обороны Чернигова, оставался стольником.
У Андрея Толстого было три сына:
- Михаил (1643—1689), воевода
- Иван (1644—1713), воевода и губернатор
- Пётр (1645—1729), государственный деятель и дипломат, сподвижник Петра Великого, родоначальник графской ветви Толстых.